# Slawa (Uhrenhersteller)
Slawa (russisch Слава, deutsch Ruhm, Ehre) oder in der englischen Schreibweise Slava ist die Handelsmarke und Teil des Firmennamens der 1931 gegründeten Zweiten Moskauer Uhrenfabrik.
Der Markenname wurde erstmals in der zweiten Hälfte der 1950er Jahre für Damenarmbanduhren benutzt. Später wurden unter dieser Marke auch mechanische sowie Quarzuhren, Wecker und Taschenuhren vertrieben.
Traditionell spielte das Design bei den Produkten dieser Marke eine untergeordnete Rolle, im Vordergrund stand die Steigerung der Produktion des Uhrenherstellers. Bis in die 1990er Jahre wiesen die Uhren noch das sowjettypische Design (z. B. Kunststoffgläser) auf. Erst seit relativ kurzer Zeit wird der Formgestaltung größere Aufmerksamkeit geschenkt.

## Geschichte
Die Zweite Staatliche Uhrenfabrik entstand 1924 aus der Zusammenlegung des Moskauer Funk-Telegrafenwerkes sowie verschiedener elektromechanischer und Uhrmacherwerkstätten.
Die Fabrik fertigte zunächst Wanduhren, Wecker und elektrische Zeitmesser. Da in der Sowjetunion ein hoher Bedarf an Taschenuhren bestand, wurde von der UdSSR 1929 die komplette Fabrikeinrichtung für das 16-Size-Werk der Dueber-Hampden Watch Co. aufgekauft. Die Produktion der auf diesen Anlagen hergestellten Taschenuhren Typ-1 (russisch ТИП 1) lief ab Oktober 1930 in der Ersten Staatlichen Uhrenfabrik (heutige Handelsmarke Poljot) an. Da der Bedarf durch dieses Werk allein nicht gedeckt werden konnte, wurde der Typ-1 ab 1935 auch in der Zweiten Staatlichen Uhrenfabrik hergestellt. Bis 1941 wurde die Produktion auf Taschen- und Schachuhren sowie Borduhren für Kraftfahrzeuge ausgeweitet.
Im Oktober 1941 wurde die Fabrik nach Tschistopol evakuiert und die Produktion auf Rüstungsgüter umgestellt. Der evakuierte Betrieb bildete die Grundlage für die Gründung der Uhrenfabrik Wostok (Восток, deutsch Osten), in der bis heute die mechanischen Armbanduhren der Serie Kommandierskije (Командирские, deutsch für Kommandeure, Kommandeurs-) hergestellt werden.

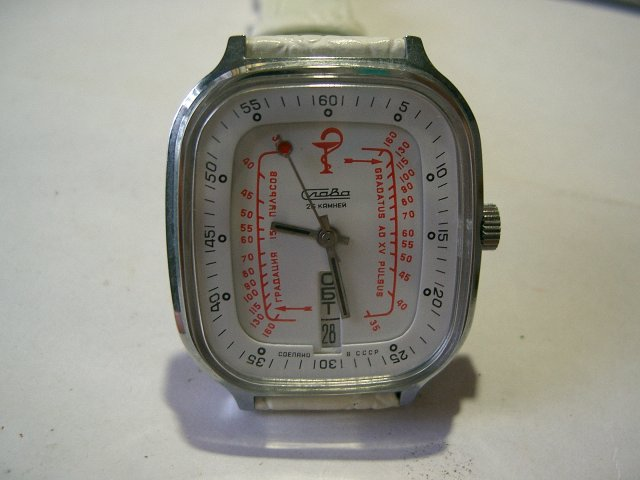
Slawa Modell Doctor

Die nach Moskau zurückverlegte Fabrik erhielt den Namen Zweite Moskauer Uhrenfabrik. Im ersten Jahrzehnt nach dem Krieg wurden Herrenarmbanduhren der Marke Salut (Салют), Damenarmbanduhren der Marke Ära (Эра) sowie Tischuhren hergestellt. Bekannt wurden die Armbanduhren der Marke Pobeda (Победа, deutsch Sieg), die ursprünglich auf dem französischen Uhrwerk LIP R-26 beruhen. Konstruktionsunterlagen und Fertigungsanlagen für dieses Werk wurden von der Ersten Moskauer Uhrenfabrik 1937 angekauft. Eine Weiterentwicklung dieses Werkes mit der Bezeichnung Slawa 2602 bzw. 2602 A wurde von der Zweiten Moskauer Uhrenfabrik hergestellt und unter dem Namen Pobeda vertrieben. Die von 1946 bis 1955 gefertigte Taschenuhr mit dem Kaliber Slawa 3602 beruht auf dem französischen Werk Cortebert 620.
Der Markenname Slawa wurde erstmals in der zweiten Hälfte der fünfziger Jahre für Damenuhren verwendet. Im gleichen Zeitraum wurden auch die Produktion von Weckern, Stoppuhren, elektro-mechanischen Uhren sowie  Stimmgabel-Armbanduhren aufgenommen. In den sechziger Jahren wurden Herrenarmbanduhren mit Datums- und Wochentaganzeige sowie Chronographen in Produktion genommen, zu Beginn der siebziger Jahre folgte die erste sowjetische Quarzuhr.

## Unternehmensdaten

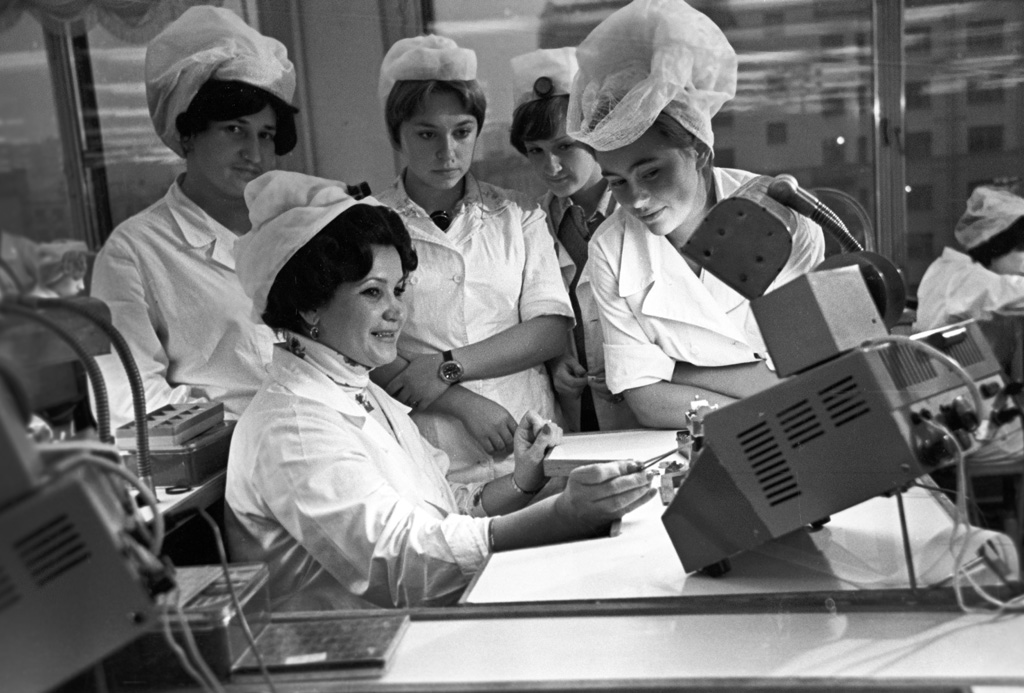
Uhrenherstellung, 1980

Im Jahr 1958 wurde der Markenname Slawa in die Firmenbezeichnung übernommen. Die Firma führt derzeit den Namen Московское открытое акционерное общество «Слава» (Второй часовой завод). Die Zweite Moskauer Uhrenfabrik wird, wie aus dem Namen hervorgeht, als Aktiengesellschaft geführt. Sitz der Gesellschaft ist Moskau. Im Jahr 2007 befanden sich 87,581 % der Aktien im Besitz der White Sale GmbH (russisch ООО УАЙТ – СЕЙЛ), die restlichen Aktien im Streubesitz. Der Gewinn vor Steuern betrug 31,974 Millionen Rubel, nach Steuern 1,609 Millionen Rubel. Der Gesamtbetrag der gemeldeten (aufgelaufene) Dividenden auf Vorzugsaktien der Gesellschaft betrug 4.482 Rubel.

## Ehemalige Fertigungspalette

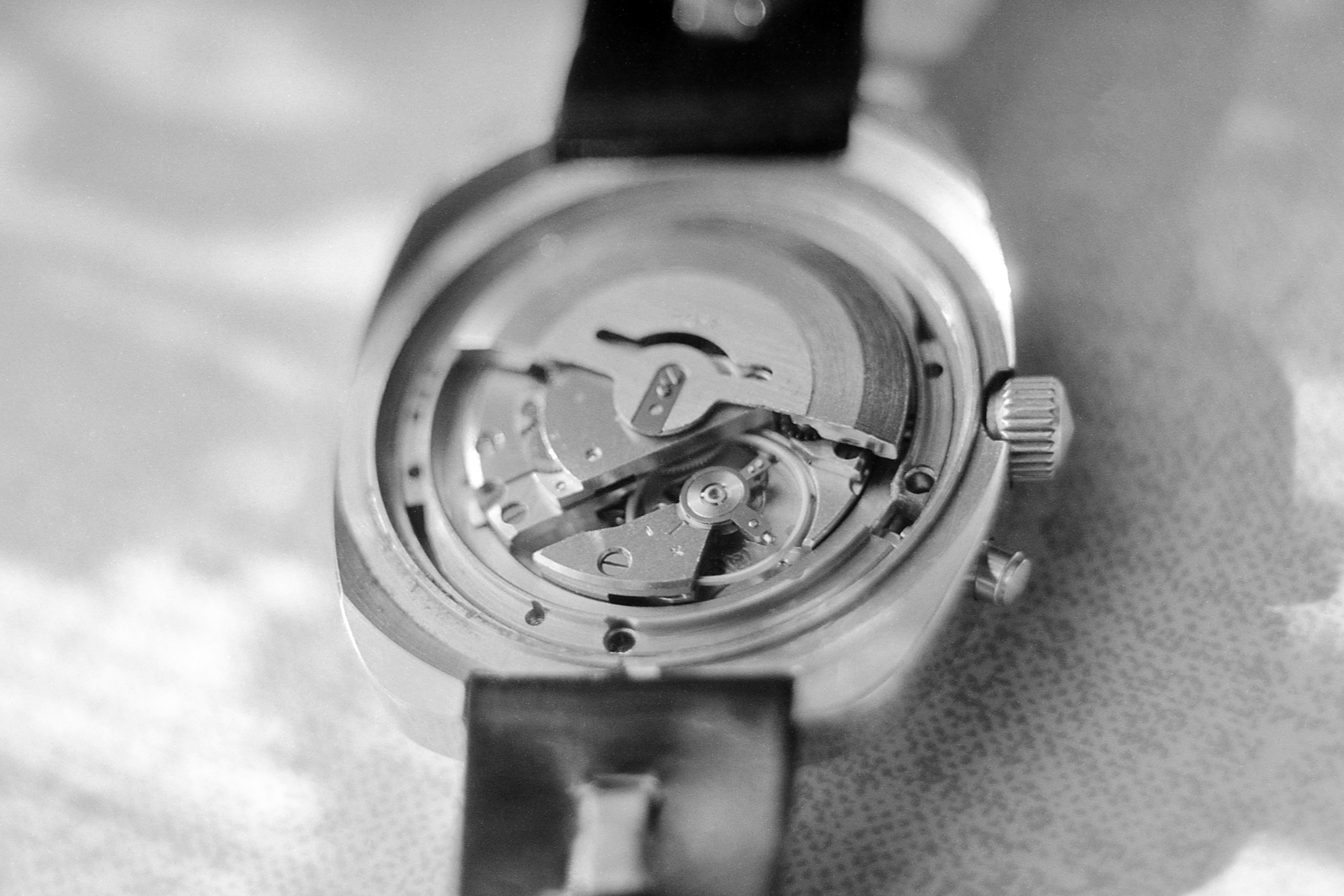
Uhrwerk des Modells Slava 2427

- Mechanische Stoppuhrwerke
- Stoppuhren
- Slawa Schleppzeigerstoppuhr
- Mechanische Armbanduhrwerke
- Quarz-Armbanduhrwerke
- Armbanduhren